# Dallas (Pensilvania)
Dallas es un borough ubicado en el condado de Luzerne en el estado estadounidense de Pensilvania. En el año 2000 tenía una población de 2,557 habitantes y una densidad poblacional de 431 personas por km².

## Geografía
Dallas se encuentra ubicado en las coordenadas 41°20′0″N 76°58′0″O / 41.33333, -76.96667.

## Demografía
Según la Oficina del Censo en 2000 los ingresos medios por hogar en la localidad eran de $48,696 y los ingresos medios por familia eran $57,344. Los hombres tenían unos ingresos medios de $41,500 frente a los $25,571 para las mujeres. La renta per cápita para la localidad era de $24,466. Alrededor del 5.8% de la población estaba por debajo del umbral de pobreza.